# Minibidion
Minibidion is een kevergeslacht uit de familie van de boktorren (Cerambycidae). De wetenschappelijke naam van het geslacht werd voor het eerst geldig gepubliceerd in 1968 door Martins.

## Soorten
Minibidion omvat de volgende soorten:
- Minibidion aquilonium Martins, 1968
- Minibidion argentum Martins & Napp, 1986
- Minibidion basilare (Martins, 1962)
- Minibidion bicolor Martins, Galileo & Limeira-de-Oliveira, 2009
- Minibidion bondari (Melzer, 1923)
- Minibidion captiosus Martins, Galileo & Limeira-de-Oliveira, 2011
- Minibidion confine Martins, 1968
- Minibidion craspedum Martins, 1971
- Minibidion minimum Martins & Napp, 1986
- Minibidion minusculum (Martins, 1962)
- Minibidion perfectum Martins & Galileo, 2011
- Minibidion punctipenne Martins, 1968
- Minibidion rurigena (Gounelle, 1909)
- Minibidion tricolor Martins & Galileo, 2007
- Minibidion unifasciatum Martins & Galileo, 2007